# Проприй
Про́прий (позднелат. proprium, от proprius — особый, характерный) в католическом богослужении римского обряда — изменяемые в зависимости от праздника данного дня (церковного календаря) тексты и основанные на этих текстах распевы. Хотя проприальными могут быть песнопения и мессы и оффиция (службы часов), на практике термин «проприй» чаще относят только к мессе (лат. proprium missae).
Проприальными песнопениями мессы являются: интроит, градуал, аллилуйя, офферторий, тракт, секвенция, коммунио (причастный антифон).
Притом что в многоголосной музыке западноевропейского Средневековья и Возрождения чаще распевались тексты ординария, известны и многоголосные распевы проприя, например, в сборнике XIII века «Magnus liber organi», составление которого приписывают композиторам школы Нотр-Дам. В XVI веке особенно значительны сборники Орландо Лассо («Patrocinium musices», 1574) и «Choralis Constantinus» Хенрика Изака (1550—1555); последний представляет собой 99 (!) циклов проприальных песнопений. В 1593 году Дж. П. да Палестрина опубликовал «Оффертории для всего церковного года» (всего 68 масштабных полифонических пьес). В начале XVII века Уильям Бёрд опубликовал два тома многоголосных обработок градуалов (1605 и 1607 гг.) и т. д. Практически каждый композитор, работавший в области церковной музыки в эпоху Ренессанса и в эпоху барокко, обрабатывал отдельные тексты проприя. В Новое время широчайшее распространение получили мелодия и текст секвенции Dies irae.

## Нотные издания и литература
- Liber usualis. Tournai, 1950 (издание Liber usualis для Великобритании).
- Graduale Romanum. Parisiis, Tornaci, Romae etc., 1961 (дореформенный градуал).
- Graduale triplex. Solesmes, 1989 (невмированный стандартный градуал).
- Lipphardt W. Die Geschichte des mehrstimmigen Prorpium Missae. Heidelberg, 1950.